# Alessandro Cortese (umanista)
Alessandro Cortese (San Gimignano, 1460 – Roma, 1490) è stato un umanista italiano.
Fratello di Paolo Cortese, fu scrittore apostolico e autore di un poema su Mattia Corvino.